# Golden Hour of the Kinks
Golden Hour of the Kinks è una compilation della rock band britannica The Kinks, pubblicata nel 1971.

## Tracce
|  |  | Titolo                             | Durata |
|  |  | Days                               | 2:54   |
|  |  | Wonder Boy                         | 2:49   |
|  |  | Autumn Almanac                     | 3:10   |
|  |  | Waterloo Sunset                    | 3:15   |
|  |  | Dedicated Follower of Fashion      | 2:58   |
|  |  | Dead End Street                    | 3:18   |
|  |  | Set Me Free                        | 2:10   |
|  |  | Sunny Afternoon                    | 3:28   |
|  |  | Till The End Of The Day            | 2:18   |
|  |  | Sittin' On My Sofa                 | 3:00   |
|  |  | Victoria                           | 3:36   |
|  |  | A Well Respected Man               | 2:11   |
|  |  | You Really Got Me                  | 2:13   |
|  |  | All Day And All Of The Night       | 2:20   |
|  |  | Tired of Waiting For You           | 2:30   |
|  |  | See My Friends                     | 2:40   |
|  |  | Louie Louie                        | 2:53   |
|  |  | Animal Farm                        | 2:59   |
|  |  | Shangrila                          | 5:16   |
|  |  | Where Have All the Good Times Gone | 2:49   |